# Округ Потер (Тексас)
Округ Потер (енгл. Potter County) је округ у америчкој савезној држави Тексас. По попису из 2010. године број становника је 121.073.

## Демографија
Према попису становништва из 2010. у округу је живело 121.073 становника, што је 7.527 (6,6%) становника више него 2000. године.
| Група             | 2000.          | 2010.          |
| Белци             | 65.470 (57,7%) | 59.322 (49,0%) |
| Афроамериканци    | 11.308 (10,0%) | 12.365 (10,2%) |
| Азијати           | 2.832 (2,5%)   | 4.822 (4,0%)   |
| Хиспаноамериканци | 31.921 (28,1%) | 42.692 (35,3%) |
| Укупно            | 113.546        | 121.073        |